# Liste der Biografien/Gef
Liste der Biografien |
Portal Biografien |
Personensuche
# |
A |
B |
C |
D |
E |
F |
G |
H |
I |
J |
K |
L |
M |
N |
O |
P |
Q |
R |
S |
T |
U |
V |
W |
X |
Y |
Z |
?
 
Ga |
Gb |
Gc |
Gd |
Ge |
Gf |
Gh |
Gi |
Gj |
Gk |
Gl |
Gm |
Gn |
Go |
Gp |
Gq |
Gr |
Gs |
Gu |
Gv |
Gw |
Gy |
Gz
 
Gea |
Geb |
Gec |
Ged |
Gee |
Gef |
Geg |
Geh |
Gei |
Gej |
Gek |
Gel |
Gem |
Gen |
Geo |
Gep |
Ger |
Ges |
Get |
Geu |
Gev |
Gew |
Gex |
Gey |
Gez
Die Liste der Biografien führt alle Personen auf, die in der deutschsprachigen Wikipedia einen Artikel haben. Dieses ist eine Teilliste mit 45 Einträgen von Personen, deren Namen mit den Buchstaben „Gef“ beginnt.

## Gef

### Gefa
- Gefäll, Viktor († 1916), österreichischer Fußballspieler

### Gefe
- Gefe, Andreas (* 1966), Schweizer Comiczeichner und Illustrator
- Gefeller, Andreas (* 1970), deutscher Fotograf
- Gefeller, Wilhelm (1906–1983), deutscher Gewerkschafter und Politiker (SPD), MdB
- Gefenas, Vladas (* 1955), litauischer Chemiker und Schachmeister
- Gefers, Otto (1908–1965), deutscher Maler und Grafiker
- Geferson (* 1994), brasilianischer Fußballspieler, welcher normalerweise als linker Außenverteidiger spielt

### Geff
- Geffcken, Cyril (* 1980), deutscher Schauspieler und Synchronsprecher
- Geffcken, Eduard (1801–1866), deutscher Apotheker und Parlamentarier
- Geffcken, Friedrich Heinrich (1830–1896), deutscher Jurist
- Geffcken, Heinrich (1792–1861), Hamburger Senator und Kaufmann
- Geffcken, Johannes (1803–1864), lutherischer Pfarrer
- Geffcken, Johannes (1861–1935), deutscher klassischer Philologe
- Geffcken, Walter (1872–1950), deutscher Maler
- Geffels, Frans (1624–1694), niederländischer Maler, Radierer und Architekt
- Geffen, Aviv (* 1973), israelischer Popmusiker
- Geffen, David (* 1943), US-amerikanischer Musik- und FilmproduzentDavid Geffen (* 1943)

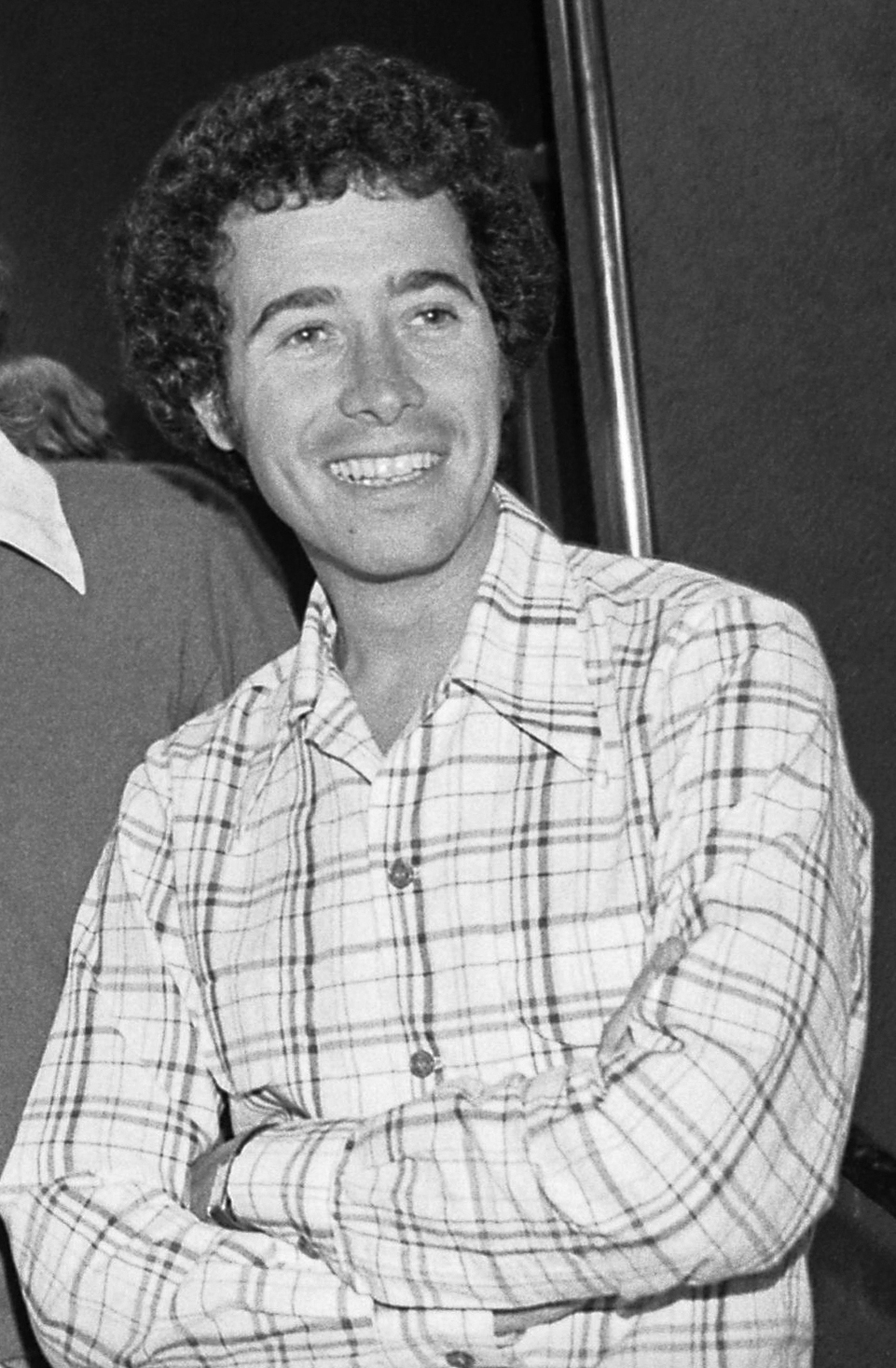
David Geffen (* 1943)

- Geffen, Lucien van (* 1987), niederländischer Schauspieler
- Geffen, Margot van (* 1989), niederländische Hockeyspielerin
- Geffen, Yehonatan (1947–2023), israelischer Sänger, Songwriter, Schriftsteller, Journalist und Übersetzer
- Geffers, August (1805–1863), deutscher Klassischer Philologe und Gymnasialdirektor
- Geffers, Holger (* 1971), deutscher Behindertensportler (Leichtathlet)
- Geffers, Horst (1925–2015), deutscher Marineoffizier, zuletzt Konteradmiral der Bundesmarine
- Geffers, Ingo (* 1971), deutscher Behindertensportler
- Geffers, Kurt (1908–1967), deutscher Gebrauchsgrafiker
- Geffers, Nicole (* 1970), deutsche Juristin, Richterin und Rechtsanwältin
- Geffert, Hans-Joachim (1935–2019), deutscher Heimatforscher und Pädagoge
- Geffert, Heinrich (1887–1987), deutscher Erziehungswissenschaftler und Didaktiker der deutschen Sprache für die Volksschule
- Geffert, Johannes (* 1951), deutscher Organist und Musikpädagoge
- Geffert, Martin (1922–2015), deutscher Amateurastronom und Asteroidenentdecker
- Geffert, Michael (* 1953), deutscher Astronom und Asteroidenentdecker
- Geffke, Herta (1893–1974), deutsche SED-Funktionärin, MdV
- Geffken, Michael (* 1950), deutscher Journalist und Rektor
- Geffken, Rolf (1949–2023), deutscher Rechtsanwalt für Arbeitsrecht, Autor und Verleger
- Geffner, Hector (* 1959), argentinischer Informatiker
- Geffrard, Fabre (1806–1879), haitianischer Politiker
- Geffray, Maud, französische Musikerin
- Geffré, Claude (1926–2017), französischer Ordensgeistlicher und Theologe
- Geffrier, Fleur (* 1986), französische Schauspielerin
- Geffroy, Auguste (1820–1895), französischer Historiker
- Geffroy, Edgar K. (1954–2025), deutscher Autor von Wirtschaftsbüchern, Wirtschaftsredner und Unternehmensberater
- Geffroy, Edmond (1804–1895), französischer Schauspieler
- Geffroy, Gustave (1855–1926), französischer Journalist, Kunstkritiker, Historiker und Schriftsteller
- Geffroy, Jonathan (* 1983), französischer Terrorist des sogenannten Islamischen Staat (IS)

### Gefr
- Gefre, Rosalind (* 1929), US-amerikanische Ordensschwester und Masseuse